# Xerophyta pinifolia
Xerophyta pinifolia är en enhjärtbladig växtart som beskrevs av Jean-Baptiste de Lamarck och Jean Louis Marie Poiret. Xerophyta pinifolia ingår i släktet Xerophyta och familjen Velloziaceae. Artens utbredningsområde är södra Malawi till Moçambique samt Madagaskar. Inga underarter finns listade.